# Georgy Girl (Lied)
Georgy Girl ist ein Lied aus dem Film Georgy Girl. Geschrieben wurde es von Tom Springfield (Musik) und Jim Dale (Text). Das Lied wurde von der australischen Gruppe The Seekers interpretiert.

## Inhalt und Verwendung im Film
Das Lied wurde extra für den Film geschrieben. Gespielt wird es im Vorspann, wo es die Frage stellt, warum Georgy immer noch alleine ist. Sie sollte etwas positiver sein, sich besser kleiden und auch etwas mit ihrer Frisur machen. Es wird zudem im Abspann gespielt, wo ihr bestätigt wird, alles richtig gemacht zu haben, weil sie nun mit einem Millionär verheiratet ist. Die auf Platte veröffentlichte Version entspricht der Version vom Vorspann, ist aber etwas verändert.

## Rezeption

### Charts
In die britischen Charts stieg Georgy Girl am 1. März 1967 ein und blieb 11 Wochen darin, wobei Platz 3 erreicht wurde. Im Dezember 1994 kamen sie für weitere zwei Wochen dorthin, erreichten aber nur den 79. Platz. In den USA kamen sie bereits am 3. Dezember 1966 in die Billboard Hot 100 und blieben für 16 Wochen. Dabei kamen sie bis auf Platz 2. In Cashbox, einem Magazin, das in Konkurrenz zu Billboard stand, erreichte Georgy Girl sogar den ersten Platz. In Australien, dem Heimatland der Seekers, kam Georgy Girl auf Platz 1, wie auch in Neuseeland und Kanada.

### Auszeichnungen
Georgy Girl war bei der Oscarverleihung 1967 in der Kategorie Bester Song nominiert, unterlag dort aber gegen Born Free aus Frei geboren – Königin der Wildnis. Im gleichen Jahr war das Lied auch für den Golden Globe in der gleichen Kategorie nominiert, der Award ging aber an Strangers in the Night aus Willkommen, Mister B. Auch für den Laurel Award 1967 war das Lied nominiert, der Award ging an A Time for Love aus Mord aus zweiter Hand.
Das Lied soll 2002 in der Liste der Top 500 Greatest Pop Songs of All Time des Rolling Stone auf Platz 36 geführt worden sein. Allerdings ist es in der 2004 aktualisierten Liste nicht zu finden.

### Geltung in Australien
Georgy Girl war das erste Lied einer australischen Gruppe, das Spitzenpositionen in den US-Charts erreichte. Als The Seekers im März 1967 nach den internationalen Erfolgen in ihre Heimatstadt Melbourne zurückkehrten und dort ein Konzert in der Sidney Myer Music Bowl, einer für 13.000 Besucher angelegten Open-Air-Bühne, gaben, wurden sie von geschätzt 200.000 Besuchern empfangen. Dies gilt immer noch (2019) als das meistbesuchte Konzert auf der Südhalbkugel. Im gleichen Jahr wurden The Seekers als Australier des Jahres geehrt; sie sind die einzige Gruppe, die diese Ehrung bisher erhalten haben.
Ein 2015 uraufgeführtes Musical über die Geschichte der Seekers hat den Titel Georgy Girl.

## Coverversionen
The Seekers waren für die Oscarverleihung 1967 eingeladen, schon um ihr Lied vorzutragen. Doch hatten sie für diesen Abend bereits ein anderes Engagement. So entschied das Management, die Abmachung einzuhalten – sehr zur Enttäuschung der Gruppe. Daher wurde Georgy Girl bei der Verleihung von Mitzi Gaynor vorgestellt. Diese erhielt dafür enorm viel Applaus.
Am 29. April 1967 kam die Baja Marimba Band mit einer Version von Georgy Girl für eine Woche auf Platz 98 der US-Charts.
Weitere Coverversionen wurden von der Schwester des Komponisten, Dusty Springfield, dem Texter Jim Dale, oder den New Seekers, der Nachfolgeband der Seekers, gesungen. Auch Interpreten wie Chet Atkins, Carol Burnett, Charlie Byrd, Ray Conniff, Percy Faith, The Lettermen, Liberace, Matt Monro, Wayne Newton, Olivia Newton-John, Nelson Riddle, The Ventures oder Bobby Vinton veröffentlichten Coverversionen von Georgy Girl.
Eine deutschsprachige Version von Georgy Girl mit einem Text von Kurt Hertha wurde von den Cornely Singers als Single veröffentlicht, aber auch von Cornelia Froboess gesungen.